# Bouafles
Bouafles är en kommun i departementet Eure i regionen Normandie i norra Frankrike. Kommunen ligger i kantonen Les Andelys som tillhör arrondissementet Les Andelys. År 2022 hade Bouafles 647 invånare.

## Befolkningsutveckling
Antalet invånare i kommunen Bouafles
Referens:INSEE